# American Craftsman

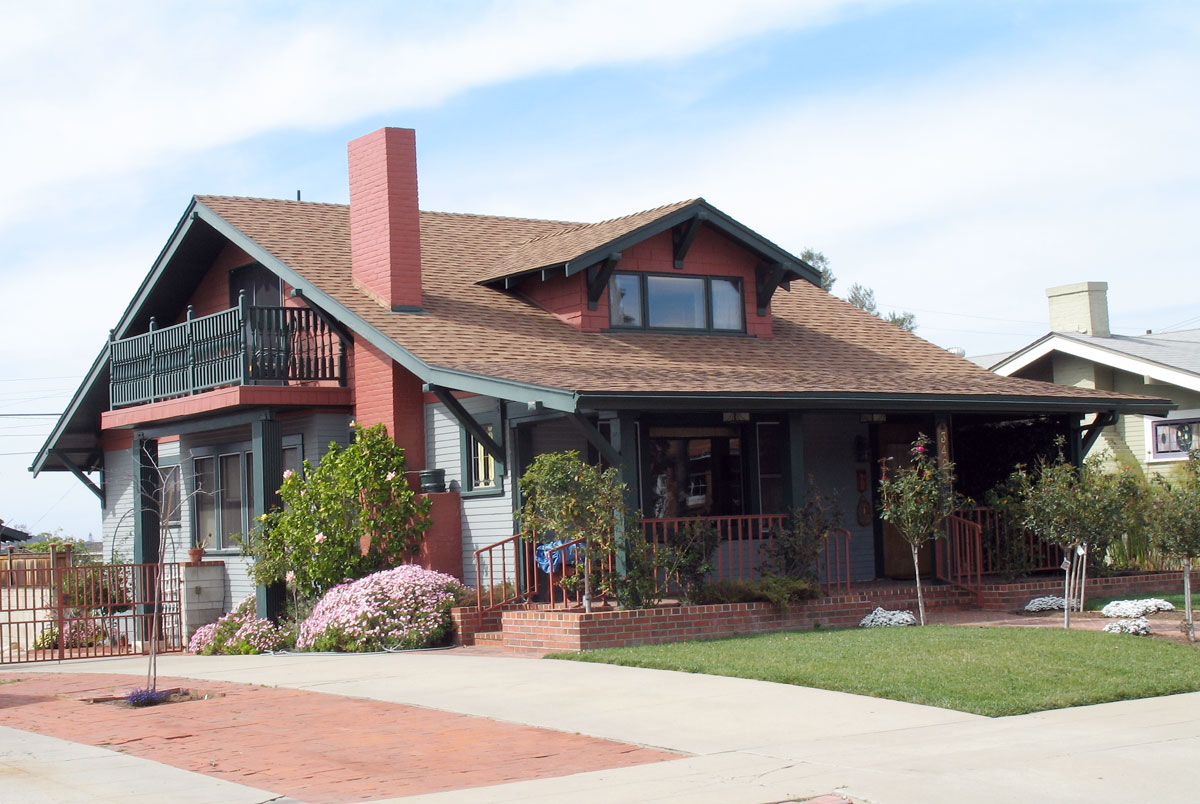
Bangalô em estilo Crafstman em San Diego, Califórnia. Casas desse estilo são comuns em bairros antigos de muitas cidades do oeste dos EUA.

O estilo American Craftsman é a vertente de arquitetura, design de interiores,paisagismo, artes aplicadas e artes decorativas do movimento Arts and Crafts, que começou nos últimos anos do século XIX. Como um projeto abrangente e movimento de arte, ele permaneceu popular até a década de 1930. No entanto, nas artes decorativas e no projeto arquitetônico, teve numerosos revivais e projetos de restauração até os tempos atuais.

## História

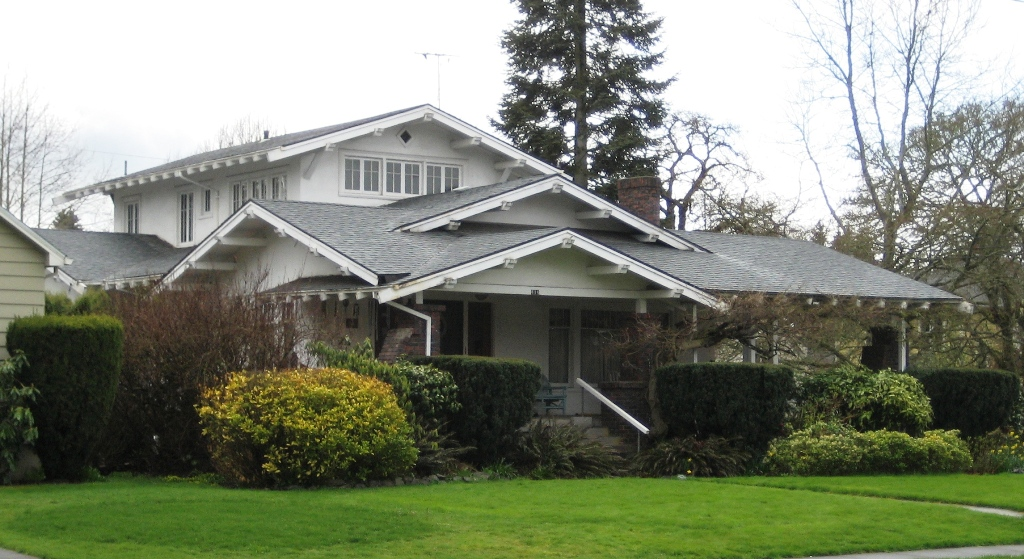
A Casa Edward Schulmerich em Hillsboro, Oregon, concluída em 1915.

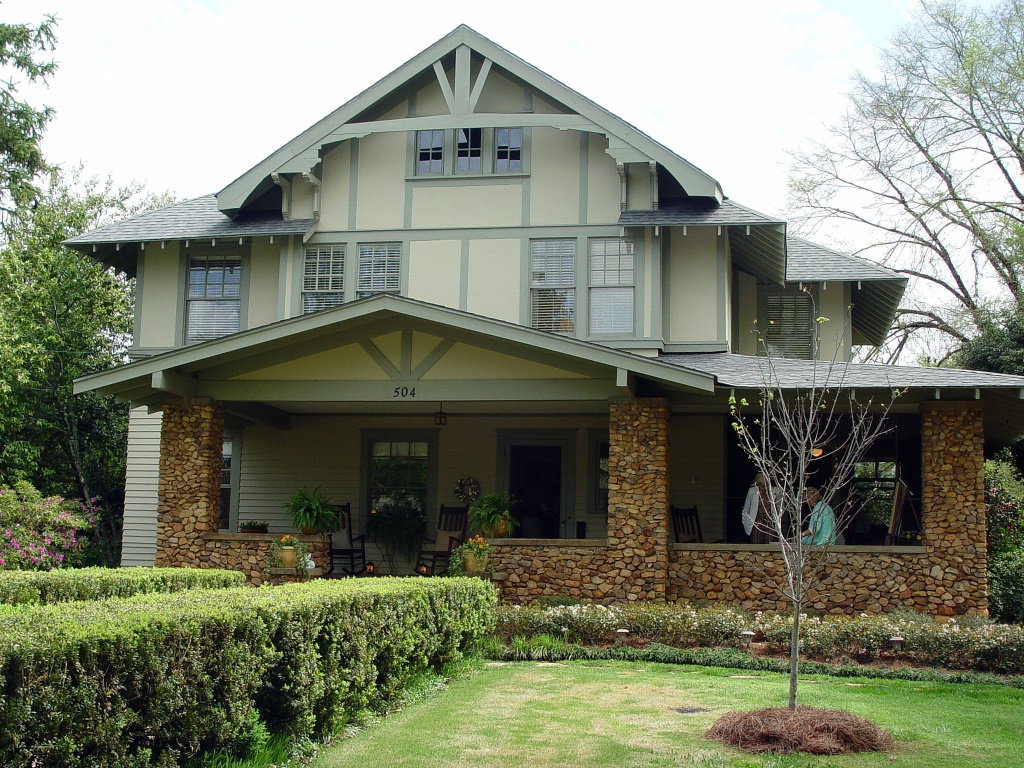
A Casa Abernathy-Shaw em Talladega, no Alabama. Ela foi construído em 1908.

O  estilo American Craftsman (juntamente com uma ampla variedade de movimentos de design europeus relacionados, mas conceitualmente distintos) foi desenvolvido a partir do movimento Arts and Crafts britânico, que começou já na década de 1860.
O movimento britânico era uma reação contra a percepção da desvalorização do trabalhador individual na Revolução Industrial,  e a consequente degradação da dignidade do trabalho humano. O movimento enfatizou o trabalho manual sobre a produção em massa, com o problema de que materiais caros e mão de obra qualificada restringiam a aquisição de produções de Arts and Crafts para uma clientela abastada, muitas vezes ironicamente ridicularizados como "socialistas do champanhe".
Enquanto o movimento americano também reagiu contra a eclética estética vitoriana "excessivamente decorada", a chegada americana ao estilo Arts and Crafts coincidiu com o declínio da era vitoriana. O movimento American Arts and Crafts compartilhava a filosofia de reforma do movimento britânico, incentivando a originalidade, a simplicidade de forma, os materiais naturais locais e a visibilidade do artesanato, mas se destacava, particularmente em bangalôs no estilo Craftsman, com o objetivo de enobrecer casas modestas para uma classe média americana em rápida expansão.
Na década de 1890, um grupo de arquitetos, designers e educadores mais influentes de Boston estava determinado a levar as reformas de design do movimento British Arts and Crafts para os Estados Unidos. Seu primeiro encontro, para organizar uma exposição de objetos artesanais contemporâneos, foi realizado em janeiro de 1897 no Museu de Belas Artes de Boston (MFA). Presentes nesta reunião estavam os curadores de museus locais, incluindo o general Charles Loring, William Sturgis Bigelow e Denman Ross; colecionadores de arte e patronos; escritores e críticos de arte, como Sylvester Baxter para o Boston Evening Transcript; e artistas e arquitetos, como Ross Turner e Ralph Clipson Sturgis.
Eles conseguiram abrir a primeira Exposição Americana de Artes e Ofícios em abril de 1897 no Copley Hall, com mais de 400 objetos feitos por mais de 100 designers e artesãos, metade dos quais eram mulheres. Alguns dos apoiadores da exposição incluem: o fundador da Escola de Arquitetura de Harvard, Langford Warren; os reformadores sociais Richard Morris Hunt, Arthur Astor Carey e Edwin Mead; e designer gráfico Will Bradley.
O sucesso da exposição levou à formação da Sociedade de Artes e Ofícios em junho de 1897, com o mandato de "Desenvolver e incentivar padrões mais elevados no artesanato". A Sociedade concentrou-se na relação de artistas e designers com o mundo do comércio e com mão-de-obra de alta qualidade..
O mandato da Sociedade de Artes e Ofícios foi logo expandido em um credo que dizia:
This Society was incorporated for the purpose of promoting artistic work in all branches of handicraft. It hopes to bring Designers and Workmen into mutually helpful relations, and to encourage workmen to execute designs of their own. It endeavors to stimulate in workmen an appreciation of the dignity and value of good design; to counteract the popular impatience of Law and Form, and the desire for over-ornamentation and specious originality. It will insist upon the necessity of sobriety and restraint, of ordered arrangement, of due regard for the relation between the form of an object and its use, and of harmony and fitness in the decoration put upon it.
Na China, o estilo Arts and Crafts incorporou trabalhos de madeira, vidro e metal feitos localmente, criando objetos simples e elegantes. Na arquitetura, reagindo tanto à opulência arquitetônica vitoriana quanto à habitação produzida em massa cada vez mais comum, o estilo incorporou uma estrutura robusta visível, de linhas limpas e materiais naturais.O nome do movimento American Craftsman veio da popular revista The Craftsman, fundada em 1901 pelo filósofo, designer, fabricante de móveis e editor Gustav Stickley. A revista apresentava desenhos originais de casas e móveis de Harvey Ellis, Greene e Greene, entre outros. Os designs, embora influenciados pelos ideais do movimento britânico, encontraram inspiração em antecedentes especificamente americanos, como o mobiliário Shaker, o estilo Mission Revival e o estilo anglo-japonês. A ênfase na originalidade do artista/artesão levou aos conceitos de design posteriores do movimento art déco da década de 1930.

## Projeto arquitetônico Craftsman

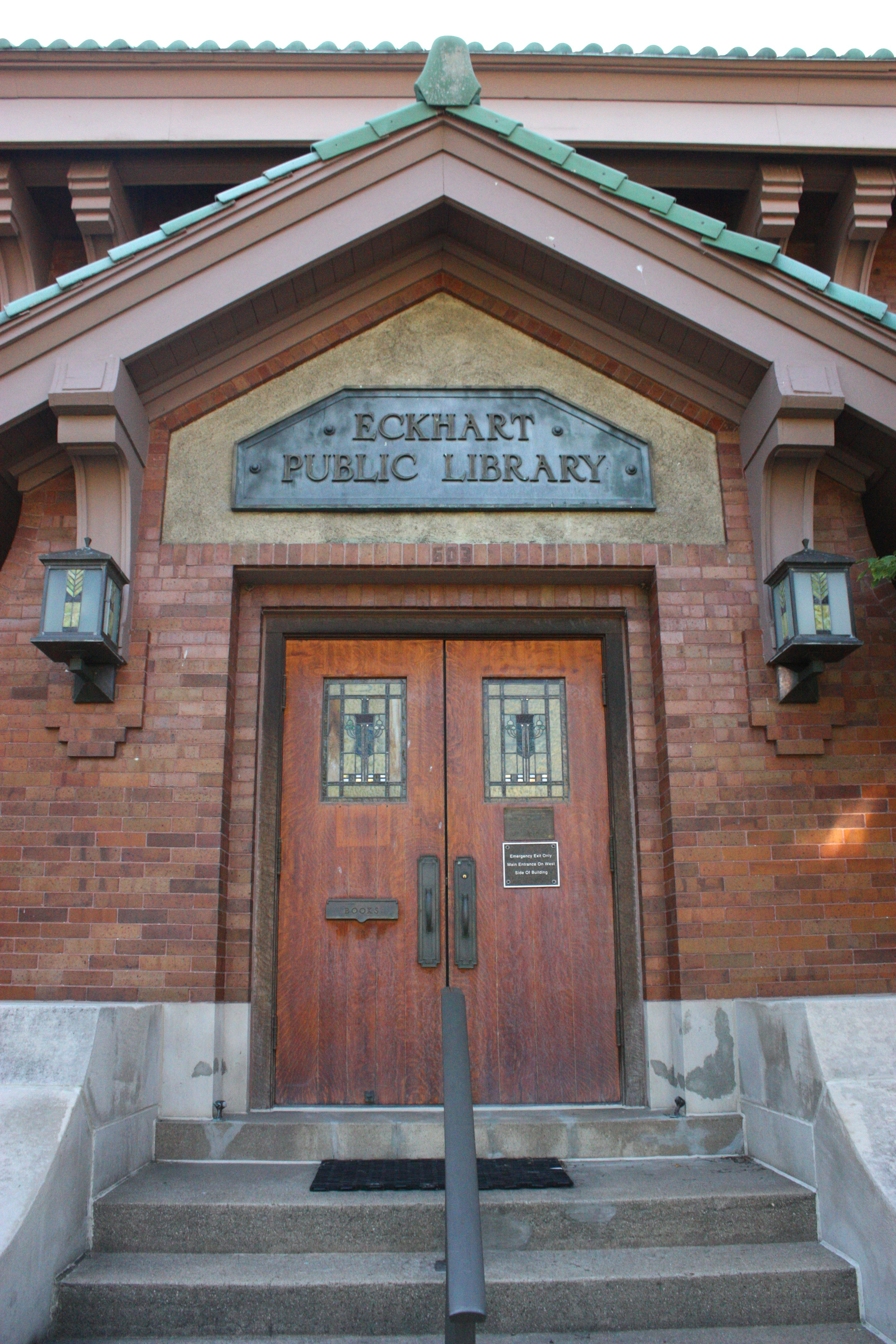
Detalhe da entrada original da Biblioteca Pública Eckhart, por volta de 1911, em Auburn, Indiana.

Vários desenvolvimentos na arquitetura doméstica americana do período são rastreados não apenas para mudanças de gosto e estilo, mas também para a mudança do patronato da classe alta para a classe média. O American Victorian tipicamente tomava a forma de uma casa quadrada de dois andares com um teto de quadril disfarçado atrás de uma variedade de tramos de dois andares, com várias cumeeiras, bem como torretas octogonais ou redondas e varandas, apresentando uma fachada complexa.Tipicamente, a casa quadrada básica também era complementada por uma ala traseira completa com suas próprias entradas, e uma escadaria, que abrigava a cozinha, copas e copa no primeiro andar e os quartos dos criados no segundo andar. Equipada com carpintaria e ferragens de qualidade inferior, e quartos notavelmente menores e alturas de teto mais baixas, a ala vitoriana dos criados de cozinha personificava as distinções da classe aristocrática do Velho Mundo.
Com as grandes baías, torres, o alpendre simplificado e os tetos abaixados, não é difícil ver como o Foursquare americano se desenvolveu a partir da estilo rainha Anne. A dona de casa da classe média da época não teria empregados domésticos (pelo menos não que vivessem lá) e estaria fazendo muito, se não todo, o trabalho doméstico, além de cuidar das crianças. Esses papéis adicionados tornaram importante que a cozinha fosse integrada à casa principal, com linhas de visão fáceis para as áreas comuns do piso principal (salas de jantar e de estar), assim como para o quintal. Comumente, a despensa do mordomo da era vitoriana foi substituída por armários de sala de jantar que geralmente eram embutidos, o que deu aos designers de casa a oportunidade de incorporar artesanato em madeira e vidro nos aspectos públicos da casa.
Outro desenvolvimento de design comum decorrente das mudanças sociais da época foi o "recanto do café da manhã" embutido na cozinha. A cozinha vitoriana da época anterior era separada da visão familiar e da rotina diária. Tipicamente, tinha uma mesa de trabalho (com o objetivo equivalente da bancada moderna) na qual os criados comeriam depois que a refeição da família fosse servida e a cozinha arrumada. A cozinha vitoriana não tinha um lugar "adequado" para um membro da família sentar-se, comer ou fazer qualquer outra coisa. Mais uma vez, como a dona de casa da era Craftsman estava agora preparando as refeições da família, a cozinha vitoriana deu lugar a um projeto concebido como o coração da vida diária da família. O recanto do café da manhã, muitas vezes colocado sob uma janela ou em sua própria baía, proporcionava um lugar para a família se reunir a qualquer hora do dia ou da noite, especialmente enquanto a comida estava sendo preparada.

## Notáveis praticantes
No Sul da Califórnia, a empresa Greene e Greene são os mais renomados profissionais do estilo Craftsman original, e estavam baseados em Pasadena, Califórnia. Seus projetos para os chamados ultimate bungalows incluem a Gamble House e a Robert R. Blacker House, em Pasadena, e a Thorsen House, em Berkeley, com vários outros na Califórnia. Outros exemplos na região de Los Angeles incluem a Lummis House e a Journey House, ambas localizadas em Pasadena.

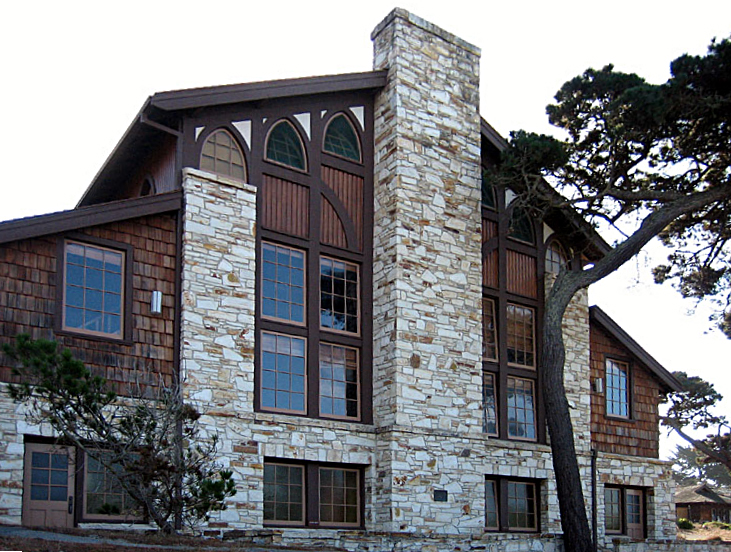
Merrill Hall, na Asilomar Conference Grounds, um dos edifícios projetados por Julia Morgan. Concluído em 1928.

No Norte da Califórnia, os arquitetos Bernard Maybeck, com a Igreja Swedenborgiana; e Julia Morgan, com os projetos do Asilomar Conference Grounds e Mills College, são renomados por seus projetos bem planejados e detalhados no estilo Craftsman. Muitos outros designers e projetos representam o estilo da região.
Em San Diego, Califórnia, o estilo também era popular. O arquiteto David Owen Dryden projetou e construiu muitos bangalôs da Craftsman no distrito de North Park, agora um proposto distrito histórico. A Casa Marston (1905) de George Marston em Balboa Park foi projetado pelos arquitetos locais Irving Gill e William Hebbard.
Frank Lloyd Wright, um dos mais importantes e prolíficos arquitetos de casas nos EUA, foi um dos criadores do estilo Prairie School, que era uma arquitetura orgânica que resultou da a estética e a filosofia de qualidade da classe média do estilo American Craftsman. A carreira de Wright se estendeu através dos estilo vitoriana, da Escola de Chicago, American Craftsman, Prairie School, estilo Internacional, e o Modernismo. A Robie House é um exemplo de seu  American Craftsman inspirado pela Prairie School
No início de 1900, Herberg J. Hapgood construiu um grande número de casas desse estilo, muitas de estuque, que compõem o bairro à beira do lago de Mountain Lakes, Nova Jersey. Os moradores foram chamados de "Lakers". As casas seguiram estilos de assinatura, incluindo bangalôs e chalés. Hapgood acabou falindo.

## Recursos arquiteturais comuns
- Telhados baixos, triangulares ou de quatro camadas
- Beirais profundos
- Vigas expostas e  suportes decorativos sob beirais
- Varanda da frente, embaixo de extensão do telhado principal
- Colunas quadradas afuniladas suportando o telhado
- Telhas
- Pedra ou madeira entalhadas à mão
- Materiais mistos em toda a estrutura
- Simetria